# Agrós (ort i Grekland)
Agrós (Agros) är en ort i Grekland.   Den ligger i prefekturen Nomós Kerkýras och regionen Joniska öarna, i den västra delen av landet, 400 km nordväst om huvudstaden Aten. Agrós ligger 153 meter över havet och antalet invånare är 271. Den ligger på ön Korfu.
Terrängen runt Agrós är kuperad åt sydost, men åt nordväst är den platt. Runt Agrós är det ganska tätbefolkat, med 214 invånare per kvadratkilometer. Närmaste större samhälle är Agios Georgis, 2,2 km väster om Agrós. I omgivningarna runt Agrós växer i huvudsak blandskog.